# Курт Райхманн

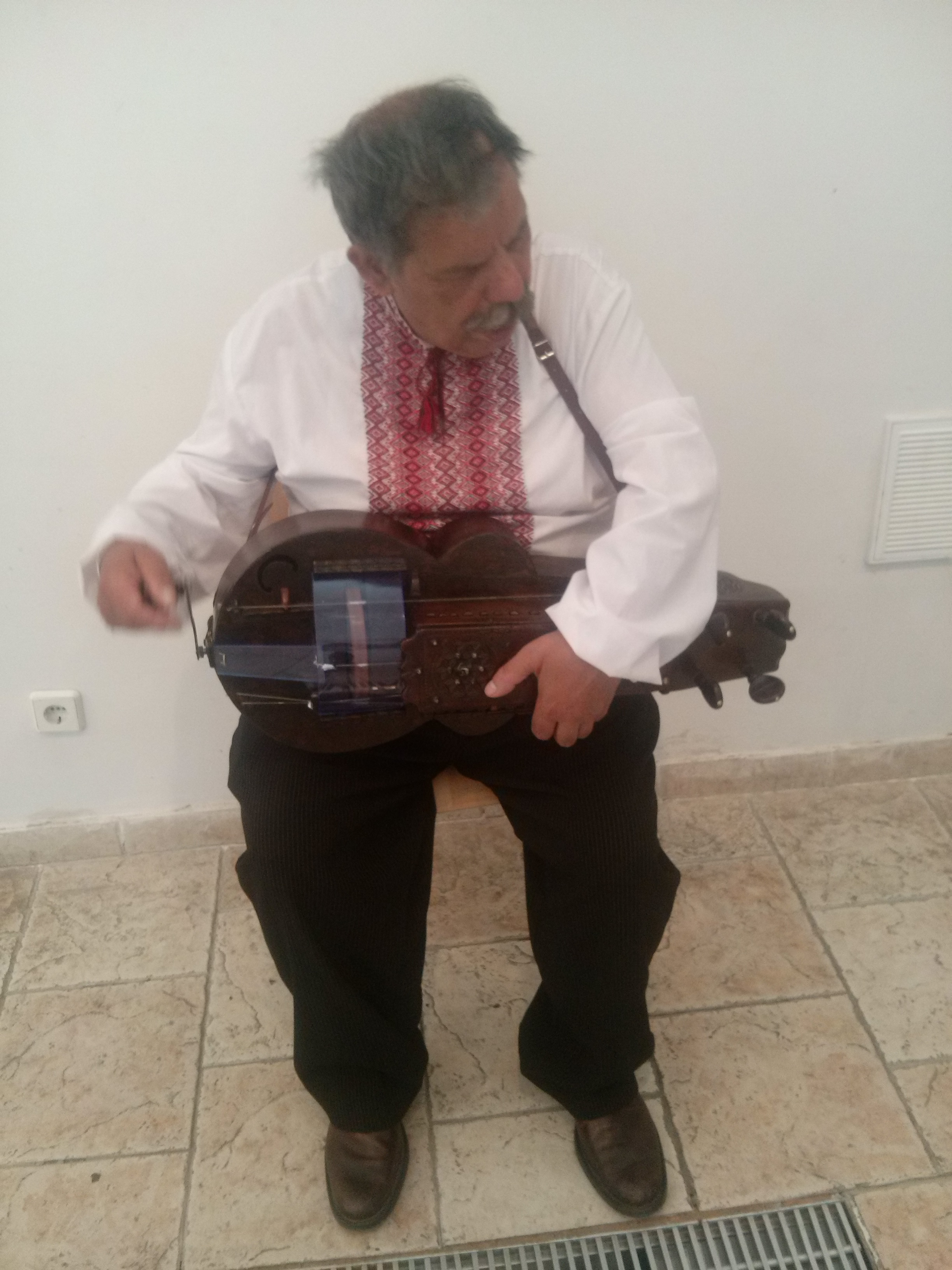
Незрячий лірник Лайош Молнар (Львів) грає на старовинній німецькій лірі XVII ст., яку реконструйовав відомий німецький майстер народних інструментів Курт Райхманн

Курт Райхманн (нім. Kurt Reichmann; 8 квітня 1940 — 13 квітня 2025) — німецький майстер народних музичних інструментів, жив і працював у Франкфурті-на-Майні.
1978 року за видатні заслуги по відродженню колісної ліри був нагороджений Орденом «За заслуги перед Федеративною Республікою Німеччина».
1986 року Курт Райхманн і його син Йенс та дочка Зільке Райхманн брали участь у створенні музики до фільму «Ім'я троянди» за однойменним романом італійського письменника Умберто Еко разом з такими акторами як Шон Коннері, Майкл Лонсдейл, Федор Шаляпін-молодший.
Курт Райхманн став ініціатором щорічних фестивалів ліри й волинки в Лісберзі (нім. Lißberg drehleier und dudelsack festival 1973—2009), які спочатку проходили у Франкфурті-на-Майні. Він запрошував до участі виконавців не лише на колісній лірі та волинці, але й інших інструменталістів і танцюристів, які виконували традиційну фолк-музику й танці, середньовічну музику й музику епохи відродження. На фестивалі в Лізберзі була створена творча платформа, яка об'єднувала курси гри на колісній лірі, волинці, навчання танцям, співу, можливість для обміну досвідом для майстрів народних інструментів.
Він об'їздив у пошуках автентичної колісної ліри міста й села України, Білорусі та Росії. 2012 року подорожував українськими Карпатами, вишукуючи гуцульських народних виконавців, щоби більше дізнатися про традиційні народні інструменти. Під час своїх поїздок він прагнув організувати міжнародні зустрічі музикантів і активізувати міжнародний музичний обмін.
Так 2004 року після зустрічей у Києві, за підтримки Ґете-інституту й Федерального міністерства закордонних справ Німеччини на щорічний фестиваль у Лісберзі були запрошені представники Київського кобзарського цеху: Микола Товкайло, Едуард Драч, Тарас Компаніченко, Михайло Хай, Олексій Кабанов та інші.
2017 року Курт Райхманн відвідав Україну й був почесним гостем фестивалю «Кобзарська Трійця».
У Лісберзі (район міста Ортенберг, Гессен) 1990 року, Курт Райхманн заснував музей музичних інструментів, куди 2011 року переїхала з Франкфурту-на-Майні й його приватна колекція музичних інструментів.
Помер 13 квітня 2025 року.

## Видання
- Als Herausgeber: Die Drehleier — Grundlagen für Spiel und Wartung, mit einer Lern-CD.